# Алфредо Бинда
Алфредо Бинда (итал. Alfredo Binda; 11. август 1902 — 19. јул 1986) бивши је италијански бициклиста чија каријера се одвијала у периоду између два светска рата и један је од најуспешнијих бициклиста тог доба. Бинда је пет пута освајао Ђиро д’Италију, где је остварио и 41 етапну победу, четири пута Ђиро ди Ломбардију, три пута светско првенство и два пута Милано—Санремо.

## Детињство и аматерска каријера
Бинда је рођен у Читиљу, близу Варезеа, а као тинејџер се преселио у Ницу. Радио је као шегрт фасадер са ујаком, а слободно време је проводио возећи бицикли са братом Примом. Аматерску каријеру је почео 1921. са 19 година. Најбољи резултат му је било друго место на трци Ла Трубије у Француској.

## Професионална каријера
Професионалну каријеру почео је у тиму Ница, а прву победу остварио је на трци у Кану, до краја године остварио је још три победе. Наредне две године остварио је 11 победа на тркама у Француској. Возио је од Нице до Милана, да би се припремио за Ђиро ди Ломбардију, на којој је освојио четврто место и награду од 500 лира за победника брдских циљева. Након Ломбардије, потписао је уговор са италијанским тимом Лењано.
Године 1925, Бинда је као дебитант освојио Ђиро д’Италију, а затим и Ђиро ди Ломбардију. На националном првенству освојио је друго место. 1926. на Ђиро д’Италији је завршио други, изгубио је од сувозача Ђованија Брунера, али је победио на шест етапа. Након Ђира, Бинда је наставио са успесима на тркама у Италији, освојио је трке Ђиро дела Тоскана, Ђиро Пијемонта, Ђиро ди Ломбардију и национално првенство.
Године 1927, је почео победом на трци у Женеви, а затим је освојио Ђиро д’Италију по други пут, уз 12 освојених етапа од 15, што је рекорд. Ђиро је освојио са 27 минута испред другопласираног, а та разлика у наредним годинама никад није достигнута. Након Ђира, освојио је трку Шест дана Милана, национално првенство у друмској вожњи, Ђиро Пијемонта, Ђиро ди Ломбардију и светско првенство у друмској вожњи. На Милан—Сан Рему освојио је друго место. 1928. освојио је Ђиро д’Италију трећи пут, са 18 минута предности и шест етапних победа. Освојио је национално првенство, друго место на Милан—Сан Рему и треће на трци Шест дана Дортмунда.
Године 1929, Бинда је на Ђиро д’Италији водио борбу са Леарком Гуером, који је био љубимац публике. Бинда је доминирао, победио је осам етапа заредом и освојио четврти Ђиро, али је након победе антипатија публике према њему још више порасла. Након Ђира, освојио је национално првенство и Милан—Сан Ремо. 1930. је почео другим местом на Ђиро дела Тоскана трци. Бинда је у Италији био толико непопуларан да му је часопис "Газета" понудио 22 500 лира да пропусти Ђиро 1930. Бинда је прихватио понуду и фокусирао се на друге трке. Освојио је треће место на трци Шест дана Њујорка и друго на националном првенству, а затим је учествовао по први пут на Тур де Франсу, где је освојио осму и девету етапу а затим је напустио Тур на десетој етапи. Након Тура, освојио је светско првенство које је било одржавано у Риму, након чега га је публика срдачно поздравила. На крају сезоне завршио је други на Ђиро ди Ломбардији.
Године 1931, освојио је две етапе на Ђиро д’Италији, Ђиро ди Ломбардију по тада рекордни четврти пут (рекорд је срушио Фаусто Копи), и Милан—Сан Ремо други и задњи пут. 1932. није имао много успеха. Завршио је други на Ђиру Тоскане и Милан—Сан Рему, трећи на националном првенству и други на трци Шест дана Чикага. Највећи успех те сезоне било му је освајање светског првенства по трећи пут.
Године 1933, освојио је по пети пут Ђиро д’Италију, што је рекорд и данас актуелан, а достигли су га Фаусто Копи и Еди Меркс. Те сезоне, на Ђиру је уведена брдска класификација и Бинда је освојио. До краја сезоне није остварио победу, а освојио је друго место на трци Шест дана Њујорка. Победе на Ђиро д’Италији 1933. су му уједно биле и задње победе у каријери, а возио је до краја 1935. Највећи домет било му је неколико пута друго место на етапама на Ђиру.